# NMESIS
NMESIS (英:Navy Marine Expeditionary Ship Interdiction System、日本語略称:ネメシス) はアメリカ海兵隊が開発した無人地対艦ミサイル搭載車両である。
遠征前進基地作戦に基づき創設された海兵沿岸連隊の主力地対艦ミサイルシステムであり、ノルウェー製のNSM対艦ミサイルを使用する。

## 開発経緯
中華人民共和国・人民解放軍の増強、特に接近阻止・領域拒否（A2/AD）能力の増強を受けた対抗策として、2016年にEABO構想が策定された。この構想のうち、敵が比較的有力な地域において、沿岸域における優勢を確保し、自軍のリスクを低減するため、対艦兵器・対空兵器を分散配置することが考えられた。このコンセプトの対艦兵器として開発されたのが本車両である。

## 設計
NMESISはL-ATVを無人化した車両に2連装NSM発射機を搭載した車両である。本車両はC-130J スーパーハーキュリーズに2両搭載可能で、機動的な展開が可能になっている。また、CH-53E スーパースタリオンによるスリングもできるようになっている。

## 開発状況
2021年4月28日、アメリカ海兵隊は本車両を初めて公開した。また、レイセオンは2020年に試射した映像を公開した。
2023年6月、カリフォルニア州ポイント・マグー海軍航空基地で、アメリカ海兵隊の第1海兵師団第11海兵連隊がNSM対艦ミサイルを発射した。今回のNMESISはまだ試験用の機材で、実戦配備はされていない。
2023年7月、アメリカ海兵隊は緑色塗装の実戦部隊向け車両を公開した。